# Saint-Denis-de-Pile
 Saint-Denis-de-Pile  là một xã thuộc tỉnh Gironde trong vùng Aquitaine tây nam nước Pháp. Xã này nằm ở khu vực có độ cao trung bình 2-49 mét trên mực nước biển.